# Красный Бор (посёлок, Ярославский район)
Красный Бор — посёлок в Ярославском районе Ярославской области России. 
В рамках организации местного самоуправления входит в Заволжское сельское поселение; в рамках административно-территориального устройства включается в Пестрецовский сельский округ. 

## География
Расположен на восточной границе города Ярославль.
В 2 км к северо-востоку находится центр Заволжского сельского поселения — посёлок Заволжье, а 5 км к востоку — центр Пестрецовского сельского округа — деревня Пестрецово.
В 1 км от северо-восточной окраины посёлка расположена деревня Красный Бор.
В посёлке ведётся активное жилищное строительство многоквартирных домов (ЖК «Родные просторы», «Чистые ключи», «Форум за Глобусом» и других) и коттеджных поселков.

## Население
| 2002 | 2007 | 2010  | 2021  |
| ---- | ---- | ----- | ----- |
| 462  | ↗475 | ↗1023 | ↗6618 |

## Общественный транспорт
Красный Бор обслуживается автобусными маршрутами:
- на проспекте Машиностроителей (остановка «Сабанеевская»[9]): №№ 13 Улица Суздальская — Машприбор, 25 15 микрорайон — Машприбор, 28 ЯШЗ — Машприбор, 29 Машприбор — Тверицы, 30 Ярославль-Главный — Машприбор, 39 Студенческий городок — Нижний посёлок, 40с Резинотехника — Машприбор, 55 Машприбор — Ярославль-Главный, 56 Посёлок Прибрежный — Машприбор, 67 Улица Автозаводская — Машприбор, 85 Посёлок Ивняки — Машприбор, 112 Ярославль (КДП «Заволжье») — ЖК Зелёный Квартал, 132 Красный Бор — Нижний посёлок.
- на улице Мостецкой (остановки «ЖК «Чистые ключи», «Мостец», «ЖК «Родные просторы»): № 143 Ярославль-Главный — Ермолово[10]
- на Земляничном проезде (остановка «Сосновый проезд»): № 132 Красный Бор — Нижний посёлок[11]

## Инфраструктура
В поселке действуют амбулатория и ФАП (филиал Ярославской центральной районной больницы), отделение почтовой связи № 150518, библиотека, санаторно-лесная школа имени В. И. Шарова, детский сад №4, участковый пункт полиции, общественно-культурный центр.
Планируется строительство общеобразовательной школы на 1100 учеников, поликлиники, ФОК.

## Достопримечательности
- Стела воинам, погибшим во время Великой Отечественной войны 1941-1945 гг.[18]

## Улицы
Улицы: Малая Заозерная, Большая Заозерная, Солнечная, Мостецкая, Радужная, Заволжская, Мирная, Яковлевская, Энергетиков, Цветочная, Земляничная, Хвойная, 1-я Слободская, 2-я Слободская, 3-я Слободская, Васильковая, Хутор.
Переулки: Озерный.
Проезды: Яковлевский, Сосновый, 1-й Цветочный, 2-й Цветочный, 1-й Хвойный, 2-й Хвойный, 3-й Хвойный, 4-й Хвойный, 5-й Хвойный, Слободской.